# Golden Wings Aviation
Golden Wings Aviation South Sudan es una aerolínea de propiedad privada con sede en Juba, Sudán del Sur. La aerolínea opera como una filial regional de la aerolínea sudafricana Golden Wings Aviation, bajo un certificado de operador aéreo sudafricano.

## Historia
Golden Wings Aviation fue fundada en 2014 por Obac William Olawo, un empresario sudanés del estado del Alto Nilo como start-up de Sudán del Sur. La compañía lanzó con éxito vuelos nacionales entre la capital sudanesa de Juba y Wau, la capital del estado occidental de Bahr el Ghazal, utilizando un Fokker 70 alquilado en húmedo de SKA Aviation de Sudáfrica. El director general, Obaj William Olau, dijo que la ruta operaría cuatro veces por semana. En el momento de la apertura, la nueva aerolínea tenía la intención de establecer vuelos nacionales adicionales a Malakal, Yei y Aweil con servicios regionales al aeropuerto internacional de Entebbe en Uganda, también previsto en el futuro.  Debido a la agitación actual en el país es visto como un bono para las aerolíneas locales como los viajeros optan por el transporte aéreo en el transporte por carretera para evitar emboscadas, además de muchas de las carreteras troncales clave a través de Sudán del Sur todavía están en mal estado.

### Noticias de la empresa
El 16 de julio de 2015, se anunció que Golden Wings alquilaría un Yak-42D Skyliner Aviation de la empresa moldava ACMI/especialista en vuelos, MEGAviation, para ampliar el servicio. En ese momento, la aerolínea había ampliado los servicios chárter y regulares a Palouch, Malakal, Wau, Yaida, Aweil, Yambio y Rumbek, todos en Sudán del Sur. También se disputó servicios a Jartum en el vecino Sudán. 
En julio, Golden Wings también anunció que ha sido nombrado como el titular oficial de la franquicia para Million Air, una galardonada organización de base fija en los Estados Unidos. Ahora se están llevando a la firma conversaciones que podrían ver a la firma utilizar el nombre y la marca Million Air para varios proyectos en varios aeropuertos de Sudáfrica y en todo el continente en su conjunto. El 15 de febrero de 2016, se anunció que Golden Wings estaba expandiendo sus operaciones de centrarse originalmente en Sudán del Sur a explorar nuevas oportunidades en Ghana, Nigeria y Uganda entre varios otros países africanos. En este punto, la flota de Golden Wings Aviation ha crecido rápidamente y ahora consistía en 12 aviones.  La compañía posee un Fokker F70, un transatlántico regional de 75 plazas propulsado por dos motores Rolls-Royce TAY 620-15, dos Beechcraft 1900D, aviones turbohélice regionales propulsados por dos Pratt & Whitney PT6A67D y dos de Havilland Dash 8 Q300. Un C-208 Caravan fue añadido más tarde a su flota, y Golden Wings también administra un Boeing 727 Freighter para SKA International y se esperaba que agregara un avión VVIP de 100 plazas, a partir de febrero de 2017.
El 25 de mayo de 2016, la compañía anunció que estaba cerrando operaciones en Bor, Panyangor, Pibor, Yei y Yambio después de las crecientes tasas de inflación. Otros destinos que fueron descontinuados incluyen Asmara, El Cairo y Nairobi. En julio de 2016, la aerolínea comenzó sus servicios al Aeropuerto Internacional de Etebbe en la vecina Uganda.

## Flota
- 1 Fokker 70
- 2 Beechcraft 1900
- 2 Bombardier Q Series
- 1 Cessna 208 Caravan
- 1 Yakovlev Yak-42
- 1 Boeing 727